# بنك الخليجي
بنك الريان ومقره قطر وهو شركة مساهمة مدرجه في سوق الدوحة للأوراق المالية.
تأسس بنك الخليجي سنة 2007، ويعرف أيضاً باسم الخليجي بمشاركة مساهمين من دول الخليج حيث طرح للاكتتاب العام في تلك الدول.
في 30 نوفمبر 2021، أعلن مصرف الريان عن اندماجه مع بنك الخليجي في كيان واحد اسمه "مصرف الريان".